# 毛子廉
毛子廉（？—1162年）金国军事人物。本名八十，临潢长泰人，材勇善射。辽国末年盗贼遍地，招募勇士，子廉应募受辽国皇帝召见，赐甲仗，率百人，参军捕盗。因功授东头供奉官，赐良马。
天辅四年（1120年），金国谋克辛斡特刺、移刺窟斜到临潢招谕，毛子廉率户二千六百投降。然后带领其众，佩银牌，招未投降的辽国军民。卢彦伦见状大怒，杀毛子廉妻子及两个儿子，组织骑兵两千讨伐毛子廉。毛子廉与移刺窟斜的部队被辽骑兵包围，两骑兵直奔子廉而来。毛子廉用箭射死一人，另一人是卢彦伦的孙子卢延寿，挺枪扎毛子廉腋下。毛子廉躲避后与之搏斗并生擒他。辽军溃败。
天会三年（1125年），任上京副留守。很久后兼管盐铁事物。天眷年间，任燕京院都监。辽王完顏宗幹问宰相曰：「子廉有功，何为下迁。」；宰相说是惯例。完顏宗幹曰：「卢彦伦何不除此职？子廉之功十倍彦伦，在临潢十余年，吏民畏爱如一日，谁能及此。」当时卢彦伦在少府监当节度使，完顏宗幹以此为例。毛子廉因此担任宁昌军节度使。海陵王杀金熙宗，毛子廉表示：「曾不念国王定策之功耶。」于是退休。大定二年（1162年），逝世。

## 延伸阅读
[在维基数据编辑]
 《金史·卷75》，出自脱脱《遼史》